# Rieutort-de-Randon
Rieutort-de-Randon è un comune francese di 773 abitanti situato nel dipartimento della Lozère nella regione dell'Occitania.

## Società

### Evoluzione demografica
Abitanti censiti